# Chris Geere
Chris Geere, all'anagrafe Christopher William Geere (Cambridge, 18 marzo 1981), è un attore britannico. È noto per aver interpretato Jimmy Shive-Overly nella sitcom della FX You're the Worst.

## Biografia
Chris Geere nato a Cambridge nel 1981 è cresciuto nella zona di Winchester, nell'Hampshire, dove la sua famiglia vive tuttora. Inizialmente interessato a diventare un artista, si avvicinò al teatro grazie all'invito in un insegnante a recitare nella produzione scolastica di Sogno di una notte di mezza estate di Wlliam Shakespeare. Successivamente, Geere si è diplomato alla Guildford School of Acting e ha recitato al fianco di Judi Dench in All's Well That Ends Well della Royal Shakespeare Company.
A partire dal 2007, Geere ha interpretato il personaggio dell'insegnante di musica e teatro Matt Wilding nella serie drammatica della BBC Waterloo Road, ruolo che ha abbandonato nel gennaio 2009 con la fine della quarta stagione.
Trasferitosi in America, Geere ha interpretato Jimmy Shive-Overly nella commedia di Stephen Falk You're the Worst, trasmessa da FX, la serie ha ricevuto quattro nomination ai Critic's Choice Awards, inclusa quella per la migliore commedia ed è andata in onda per cinque stagioni dal 2014 al 2019. Nel 2019 Geere interpreta il ruolo di Roger Clifford nel film live-action Pokémon: Detective Pikachu, distribuito dalla Universal Pictures, in cui recita accanto a Justice Smith, Ryan Reynolds, Kathryn Newton e Bill Nighy.
Nel 2018 Geere ha recitato in Modern Family. Successivamente ha interpretato Joel, il protagonista della miniserie della BBC Ill Behavior, al fianco di Tom Riley e Lizzy Caplan, ed ha recitato nella serie This Way Up di Channel 4 con Sharon Horgan. Nel 2020 ha recitato in The First Team e in A Million Little Things. Geere è inoltre uno dei protagonisti delle ultime due stagioni della serie americana This Is Us. Nel 2023 ha ottenuto il doppiaggio del malefico pupazzo parlante Slappy nella serie televisiva su Disney+ Piccoli brividi.

## Filmografia

### Cinema
- Un sogno ad occhi aperti (Wondrous Oblivion), regia di Paul Morrison (2003)
- Blood and Chocolate, regia di Katja von Garnier (2007)
- Lawnchairs & Grappling Hooks, regia di Nick Medrud e Nathaniel David Shriver - cortometraggio (2008)
- Un principe tutto mio 3 (The Prince & Me 3: A Royal Honeymoon), regia di Catherine Cyran (2008)
- Endless, regia di Matt Bloom - cortometraggio (2011)
- Cleanskin, regia di Hadi Hajaig (2012)
- After Earth, regia di M. Night Shyamalan (2013)
- The Last Showing, regia di Phil Hawkins (2014)
- Urge, regia di Aaron Kaufman (2016)
- Il Festival (The Festival), regia di Iain Morris (2018)
- Deadtectives, regia di Tony West (2018)
- Pokémon: Detective Pikachu, regia di Rob Letterman (2019)
- Kinda Pregnant, regia di Tyler Spindel (2025)

### Televisione
- Band of Brothers - Fratelli al fronte – serie TV, 1 episodio (2001)
- TLC – serie TV, 1 episodio (2002)
- Casualty – serie TV, 1 episodio (2002)
- Trust – serie TV, 3 episodi (2003)
- Adventure Inc. – serie TV, 2 episodi (2003)
- Danielle Cable: Eyewitness – film TV (2003)
- Reversals – film TV (2003)
- Metropolitan Police (The Bill) – serie TV, 1 episodio (2004)
- Family Affairs – serie TV, 2 episodi (2005)
- Bombshell – serie TV, 7 episodi (2006)
- Waterloo Road – serie TV, 60 episodi (2007-2009, 2011-2012)
- EastEnders – serie TV, 2 episodi (2008)
- Hollyoaks – serie TV, 1 episodio (2010)
- Missing – serie TV, 1 episodio (2010)
- Pete Versus Life – serie TV, 5 episodi (2010)
- Holby City – serie TV, 1 episodio (2010)
- Doctors – serie TV, 1 episodio (2012)
- Little Crackers – serie TV, 1 episodio (2012)
- The Spa – serie TV, 6 episodi (2013)
- Trollied – serie TV, terza stagione (2013)
- Delitti in Paradiso (Death in Paradise) – serie TV, 1 episodio (2014)
- Outnumbered – serie TV, 1 episodio (2014)
- You're the Worst – serie TV, 62 episodi (2014-2019)
- Ill Behaviour – serie TV, 3 episodi (2017)
- Modern Family – serie TV, 9 episodi (2018-2020)
- This Way Up – serie TV (2019)
- Single Parents – serie TV, 3 episodi (2020)
- The First Team – serie TV, 6 episodi (2020)
- A Million Little Things – serie TV (2020)
- This is Us – serie TV (2020-2022)
- Hacks – serie TV (2021)
- Piccoli Brividi (Goosebumps) – serie TV (2023)

## Doppiatori italiani
Nelle versioni in italiano delle opere in cui ha recitato, Chris Geere è stato doppiato da:
- Francesco Pezzulli in Piccoli Brividi, Kinda Pregnant
- Gianluca Cortesi in Cleanskin
- Carlo Petruccetti in This Is Us
- David Chevalier in Pokémon: Detective Pikachu
- Edoardo Stoppacciaro in Modern Family
- Alessandro Capra in Single Parents